# Exekutionsverwalter
Ein Exekutionsverwalter (amtliche Bezeichnung: Verwalter in Exekutionssachen) ist ein in Österreich seit 1. Juli 2021 einsetzbares Hilfsorgan des Gerichtes. Dieses erstellt z. B. ein Inventar und kann im Zuge eines Exekutionsverfahrens durch das zuständige Gericht selbständig und nach pflichtgemäßem Ermessen bewegliche Sachen, Forderungen und Vermögensrechte pfänden und diese verwerten. Die Rechtsstellung des Exekutionsverwalters ist unter anderem in den §§ 79 ff der Exekutionsordnung geregelt.

## Ziel der Bestellung eines Exekutionsverwalters
Durch die Bestellung eines Exekutionsverwalters soll die Exekution auf Forderungen und Vermögensrechte für den Gläubiger erleichtert und das Gericht entlastet werden. Dadurch, dass der Exekutionsverwalter Aufgaben des Gerichtsvollziehers und des Gerichtes übernimmt, indem er, Exekutionsobjekte ermittelt, die pfändbaren und geeigneten Vermögensrechte auswählt und im Anschluss be- und verwertet, soll auch eine Beschleunigung des Verfahrens erreicht werden.
Der Exekutionsverwalter soll zukünftig insbesondere in den Fällen Vermögen für den Gläubiger ausfindig machen, bei denen der Schuldner nicht freiwillig kooperiert. Es war besonders in der Vergangenheit für einen Gläubigern schwierig nachzuweisen, welche Vermögenswerte ein Schuldner hatte und auf welche Vermögenswerte des Schuldners das Gericht zugreifen soll, weil er keine Möglichkeit hatte, selbst vertiefte Nachforschungen anstellen, in Bücher und Schriften des Schuldners keinen Einblick nehmen konnte und den Schuldner auch nicht auffordern konnte, die erforderlichen Auskünfte zu geben. Dadurch war früher oft eine Vollstreckung in das Vermögen eines Schuldners nicht möglich. Beispiel: Wollte der Gläubiger ein Bankkonto pfänden, musste er dem Gericht gegenüber die konkrete Bank benennen, bei welcher gepfändet werden sollte. Durch das Bankgeheimnis jedoch waren solche Daten (z. B. Bankkonto) Gläubigern oft nicht bekannt.

## Exekutionsverwalter

### Person des Verwalters
Als Exekutionsverwalter kann eine geeignete natürliche Person, juristische Person oder Personengesellschaft bestellt werden. Ein Exekutionsverwalter muss eine unbescholtene, verlässliche und geschäftskundige Person sein, welche über die notwendigen Kenntnisse für diese Aufgabe verfügt und auch eine zügige Durchführung der Verwaltung gewährleisten kann. Ein Exekutionsverwalter muss nicht zwingend ein Rechtsanwalt, Steuerberater, Wirtschaftstreuhänder, Unternehmensberater oder ähnliches sein.
Die Auswahl des Exekutionsverwalters obliegt dem Gericht. Ein Exekutionsverwalter ist nur zu bestellen, wenn es in der Exekutionsordnung vorgesehen ist und auch nur dann, wenn von einem oder mehreren betreibenden Gläubigern ein Kostenvorschuss zur Deckung der Mindestentlohnung des Verwalters erlegt worden ist.

### Unabhängigkeit
Der Exekutionsverwalter muss vom Verpflichteten (Schuldner) und von den betreibenden Gläubigern unabhängig sein. Es dürfen daher z. B. keine nahen Angehörigen und auch kein geschäftlicher Konkurrent des Verpflichteten bestellt werden. Sollten Umstände vorliegen, die geeignet sind, die Unabhängigkeit eines Exekutionsverwalters in Zweifel zu ziehen, so muss dieser dem Gericht dies unverzüglich anzuzeigen. Ein Exekutionsverwalter hat auch dem Gericht mitzuteilen, wenn er (§ 80b Abs. 2):
1. den Verpflichteten, dessen nahe Angehörige (§ 32 IO) oder dessen organschaftliche Vertreter vertritt oder berät oder dies innerhalb von fünf Jahren vor der Verwaltung getan hat,
2. einen Gläubiger des Verpflichteten vertritt oder berät oder einen betreibenden Gläubiger gegen den Verpflichteten innerhalb von drei Jahren vor der Verwaltung vertreten oder beraten hat oder
3. einen unmittelbaren Konkurrenten des Verpflichteten, am Verfahren Beteiligten oder vom Verfahren wesentlich Betroffenen vertritt oder berät.

### Befugnisse, Tätigkeit, Verantwortlichkeit und Überwachung des Verwalters
Der Exekutionsverwalter hat die Befugnisse eines Vollstreckungsorgans (Gerichtsvollzieher, Exekutor), jedoch keine Zwangsbefugnisse nach § 26a EO.
Er kann, wenn er dies für erforderlich erachtet, bewegliche Sachen, Forderungen und Vermögensrechte pfänden und diese verwerten. Hierzu kann der Exekutionsverwalter auch eine Pfändungsanzeige (ugs. Kuckuck) an geeigneter Stelle anbringen (§ 253 Abs. 1 EO). Ist es erforderlich, kann der Exekutionsverwalter durch das Gericht verbindliche Zustellungen vornehmen lassen, sowie die Vornahme von einzelnen Vollzugshandlungen durch das Vollstreckungsorgan anregen.
Um seine Aufgaben erfüllen zu können, darf der Verwalter die Liegenschaften, Geschäftsräume und Wohnung des Verpflichteten betreten und dort Nachforschungen anstellen. Der Verpflichtete hat dem Verwalter Einsicht in seine Bücher und Schriften zu gestatten; er und seine Bediensteten und Beauftragten haben dem Verwalter alle erforderlichen Auskünfte zu geben. Gegenüber dritten Personen ist der Exekutionsverwalter zu allen Rechtsgeschäften und Rechtshandlungen befugt, welche die Erfüllung der mit seinen Aufgaben verbundenen Obliegenheiten mit sich bringt. Kooperiert ein Schuldner nicht mit dem Exekutionsverwalter, so kann vom Gericht wie bisher gegen ihn eine Geld- oder auch Haftstrafen verhängt werden.
Der Exekutionsverwalter wird für die Dauer des Exekutionsverfahrens bestellt, wenn es das Gericht oder ein Gläubiger für erforderlich erachtet. Er ist allen Beteiligten für Vermögensnachteile, die er ihnen durch pflichtwidrige Führung seines Amtes verursacht, verantwortlich. Der Exekutionsverwalter wird vom zuständigen Gericht überwacht. Das Gericht kann ihm schriftlich oder mündlich Weisungen erteilen, Berichte und Aufklärungen einholen, Rechnungen oder sonstige Schriftstücke einsehen und die erforderlichen Erhebungen vornehmen. Um den Exekutionsverwalter zur Erfüllung seiner Pflichten anzuhalten, kann das Gericht Geldstrafen verhängen oder auch in dringenden Fällen auf seine Kosten und Gefahr zur Besorgung einzelner Geschäfte einen besonderen Verwalter bestellen.
Der Exekutionsverwalter hat zunächst jene Vermögenswerte zu verwerten, die am umfassendsten und schnellsten zur Befriedigung des betreibenden Gläubigers geeignet sind (z. B. Bargeld, Wertpapiere, für den Verpflichteten entbehrliche Sachen wie z. B. Kunstgegenstände oder Schmuck etc.). Dabei hat er die Interessen des Verpflichteten (Schuldner) zu wahren. Der Exekutionsverwalter kann – wenn der betreibende Gläubiger dies nicht im Exekutionsantrag ablehnte – auch mit dem Verpflichteten eine Zahlungsvereinbarung abschließen, wodurch dieser am wenigsten belastet wird.

### Enthebung des Verwalters bzw. Beendigung der Tätigkeit
Der Exekutionsverwalter kann von dem oder den betreibende(n) Gläubiger(n) und dem Verpflichteten 14 Tagen nach Zustellung des Beschlusses über die Bestellung des Verwalters in begründeten Fällen abgelehnt werden und das Gericht selbst kann den Exekutionsverwalter jederzeit aus wichtigen Gründen von Amts wegen oder auf Antrag entheben.
Wird im Laufe des Verfahrens festgestellt, dass der Schuldner offenkundig zahlungsunfähig ist, muss jede weitere Vollstreckungsbemühungen sofort einstellt werden, § 49a EO.

### Entlohnung, Berichtspflicht und Rechnungslegung
Der Exekutionsverwalter hat Anspruch auf eine Entlohnung seiner Tätigkeit zuzüglich Umsatzsteuer sowie auf Ersatz seiner Barauslagen. Die Entlohnung richtet sich nach dem Umfang, der Schwierigkeit und der Sorgfalt seiner Tätigkeit. Die Entlohnung beträgt in der Regel:
- von den ersten 22 000 Euro der Bemessungsgrundlage 15 %,
- von dem Mehrbetrag bis zu 100 000 Euro: 10 %,
- von dem Mehrbetrag bis zu 500 000 Euro: 8 %,
- von dem Mehrbetrag bis zu 1 000 000 Euro: 5 %
- und von dem darüber hinausgehenden Betrag: 1 %,
- mindestens jedoch 500 Euro.

Bemessungsgrundlage ist dabei der bei der Verwertung erzielte Bruttoerlös, um dessen Einbringlichmachung sich der Verwalter verdienstlich gemacht hat, unter Abzug der Beträge, die davon an Dritte geleistet wurden. Wird der Verwalter auch als Zwangsverwalter tätig, so steht die Mindestentlohnung von 500 Euro nur einmal zu.
Die Regelentlohnung kann erhöht werden, soweit dies unter Berücksichtigung außergewöhnlicher Umstände geboten ist, und zwar insbesondere im Hinblick auf die Größe und Schwierigkeit des Verfahrens oder den für den Gläubiger erzielten besonderen Erfolg. Die Regelentlohnung kann auch vermindert werden, soweit dies unter Berücksichtigung außergewöhnlicher Umstände geboten ist, und zwar insbesondere im Hinblick auf die Einfachheit und Kürze des Verfahrens.
Der Exekutionsverwalter hat einmal jährlich und nach dem Abschluss seiner Tätigkeit Rechnung über seine Tätigkeit zu legen. Diese Rechnung muss dem Verpflichteten und dem betreibenden Gläubiger(n) zugestellt werden und diese können diese ablehnen. Erfolgt keine Äußerung, ist die Genehmigung erteilt.

### Haftung
De Exekutionsverwalter haftet dem Verpflichteten und dem betreibenden Gläubiger(n) für seine Tätigkeit persönlich. Er muss im Sinne des § 1299 ABGB die notwendige Sorgfalt eines Sachverständigen für seine Tätigkeit anlegen. Dabei ist der Exekutionsverwalter kein Organ des Bundes und es können daher gegenüber der Republik keine Amtshaftungsansprüche geltend gemacht werden.

## Verwalterliste
Gemäß § 436 EO ist eine Liste von Verwaltern in Exekutionssachen als allgemein zugängliche Datenbank vom Oberlandesgericht Linz für ganz Österreich zu führen. Personen, die sich für die Tätigkeit eines Exekutionsverwalters befähigt sehen, können bzw. müssen sich in diese Liste selbst eintragen und können die Angaben auch jederzeit selbst ändern.
Interessierte können wählen, ob sie nur als Exekutionsverwalter, Zwangsverwalter oder für beide Aufgaben eingetragen werden wollen.
Die Eintragung in die Exekutionsverwalterliste ist gebührenpflichtig (Euro 215,00 einmalig, Euro 44,00 jährlich).
Das zuständige Gericht muss nicht zwingend eine in der Liste von Verwaltern in Exekutionssachen eingetragene Person bestellen.

## Sonderregelungen für den Exekutionsverwalter
Im Vergleich zum Gerichtsvollzieher hat der Exekutionsverwalter einige Erleichterungen bei seiner Tätigkeit. So muss der Exekutionsverwalter keine Sperrfrist beim erfolglosen Vollzug der Fahrnisexekution einhalten und kann auch länger als vier Monate mit der Anordnung des Verkaufs warten. Siehe auch § 303 Abs. 2 und 3 EO sowie § 328 Abs. 3 EO.

## Unterscheidung Exekutionsverwalter – Zwangsverwalter
Ein Zwangsverwalter ist ebenfalls ein Hilfsorgan des Gerichts und dazu bestellt,
- eine Liegenschaft (z. B. ein Grundstück, ein Haus, ein Geschäftslokal, eine Wohnung etc.) oder ein
- Unternehmen

anstelle des Eigentümers zu verwalten und die damit erzielten Einkünfte für die Forderungen der betreibenden Gläubiger in der Exekution zu verwenden.
Der Exekutionsverwalter hingen verwertet z. B. durch Verkauf von Gegenständen.